# بيل لوكاس
بيل لوكاس (بالإنجليزية: Bill Lucas)‏ هو لاعب كرة قاعدة أمريكي، ولد في 25 يناير 1936، وتوفي في 5 مايو 1979.

## وصلات خارجية
- بيل لوكاس على موقعبيزبول رفرنس.كوم (الدوري الثانوي) (الإنجليزية)